# براوليو أريناس
براوليو أريناس (بالإسبانية: Braulio Arenas)‏ (4 أبريل 1913، لا سيرينا في تشيلي - 12 مايو 1988، سانتياغو في تشيلي)؛ شاعر، كاتب وروائي تشيلي.